# یزید بن عبدالله بن دینار
یزید بن عبدالله بن دینار (عربی: يزيد بن عبدالله التركي؛ درگذشته ۸۶۹) فرمانروای مصر در دوران خلافت عباسی بود. وی اولین حاکم ترک‌تبار در مصر بوده است.